# Brughagedissen
Brughagedissen of tuatara's zijn reptielen die behoren tot de orde Sphenodontia (vroeger: Rhynchocephalia), de familie Sphenodontidae  en het geslacht Sphenodon. Ondanks de naam en het hagedisachtige uiterlijk wordt de groep niet tot de orde schubreptielen gerekend – waartoe alle hagedissen behoren – maar vallen ze onder een aparte orde; de Sphenodontia. Ze vormen de enige nog bestaande afsplitsing van de evolutionaire tak die naar de moderne hagedissen voert. Daarvan getuigt de afwijkende anatomie, die nog vele kenmerken vertoont die bij de hagedissen verdwenen zijn. De buikribben bijvoorbeeld zijn verbeend, net als bij vissen, een kenmerk dat bij alle viervoetige gewervelde dieren is verdwenen, behalve bij de krokodillen. Ook de schedel is gedurende 200 miljoen jaar niet veel veranderd. Brughagedissen worden door deze "primitieve" kenmerken wel levende fossielen genoemd.
In het Trias en het Krijt leefden er vele verschillende soorten Sphenodontia, die vrijwel alle ongeveer 60 miljoen jaar geleden zijn uitgestorven. Lange tijd werden er twee genetisch sterk verwante soorten brughagedissen onderscheiden met een vrijwel hetzelfde voorkomen. In 2010 werd de tweede soort echter als een variatie van de bekende brughagedis erkend. Dit artikel beschrijft, tenzij anders vermeld, alleen de moderne soort.
De brughagedis is endemisch in Nieuw-Zeeland en komt dus nergens anders voor. Het lichaam is grijsgroen tot geelbruin van kleur en de lichaamslengte varieert van 40–80 cm (inclusief staart). Het dier is aangepast aan een koel klimaat, in tegenstelling tot vrijwel alle andere reptielen. Het trekt zich gedurende een groot deel van het leven terug in holen.
De brughagedis geniet enige bekendheid onder het grote publiek, omdat het dier vooral in de jaren zeventig sterk bedreigd werd en hierdoor veel publiciteit kreeg. De soort wordt streng beschermd en werd al in 1895 geclassificeerd als bedreigde diersoort, in een tijd dat er nog zeer weinig dieren bescherming kregen. De afname van het aantal populaties is voornamelijk indirect aan de mens te wijten; de door mensen meegebrachte ratten hebben de brughagedis bijna uitgeroeid door de eieren op te eten. Ondanks de bescherming is het dier in de twintigste eeuw van tien eilanden verdwenen, vooral door de komst van de Polynesische rat, die de eieren en jonge dieren eet. Tegenwoordig komt het reptiel alleen voor op 32 eilandjes. Er zijn projecten opgezet om de brughagedis terug te brengen naar de hoofdeilanden van Nieuw-Zeeland, door exemplaren in goed afgeschermde en beheerde natuurgebieden te introduceren, zoals in Karori Wildlife Sanctuary.

## Naamgeving
De wetenschappelijke naam Sphenodon punctatus voor de 'gewone brughagedis' betekent letterlijk wigvormige tand (sphenos-odon) met vlekjes (punctatus). De naam van de populatie brughagedis van North Brother Island (vroeger: Sphenodon guntheri) is een ode aan de Duitse bioloog Albert Günther. De naam 'tuatara', een andere naam voor brughagedis, komt uit de Maoritaal en betekent 'stekelige rug'. Tuatara wordt uitgesproken als 'toewatára'. De Nederlandse naam 'brughagedis' slaat op de slaapbogen die als een brug over de schedel lopen en bij de reptielen alleen bij de brughagedis voorkomen.
In sommige talen zoals het Pools en het Tsjechisch wordt het dier Hatteria genoemd naar de verouderde wetenschappelijke naam (zie ook onder het kopje taxonomie).

## Uiterlijke kenmerken

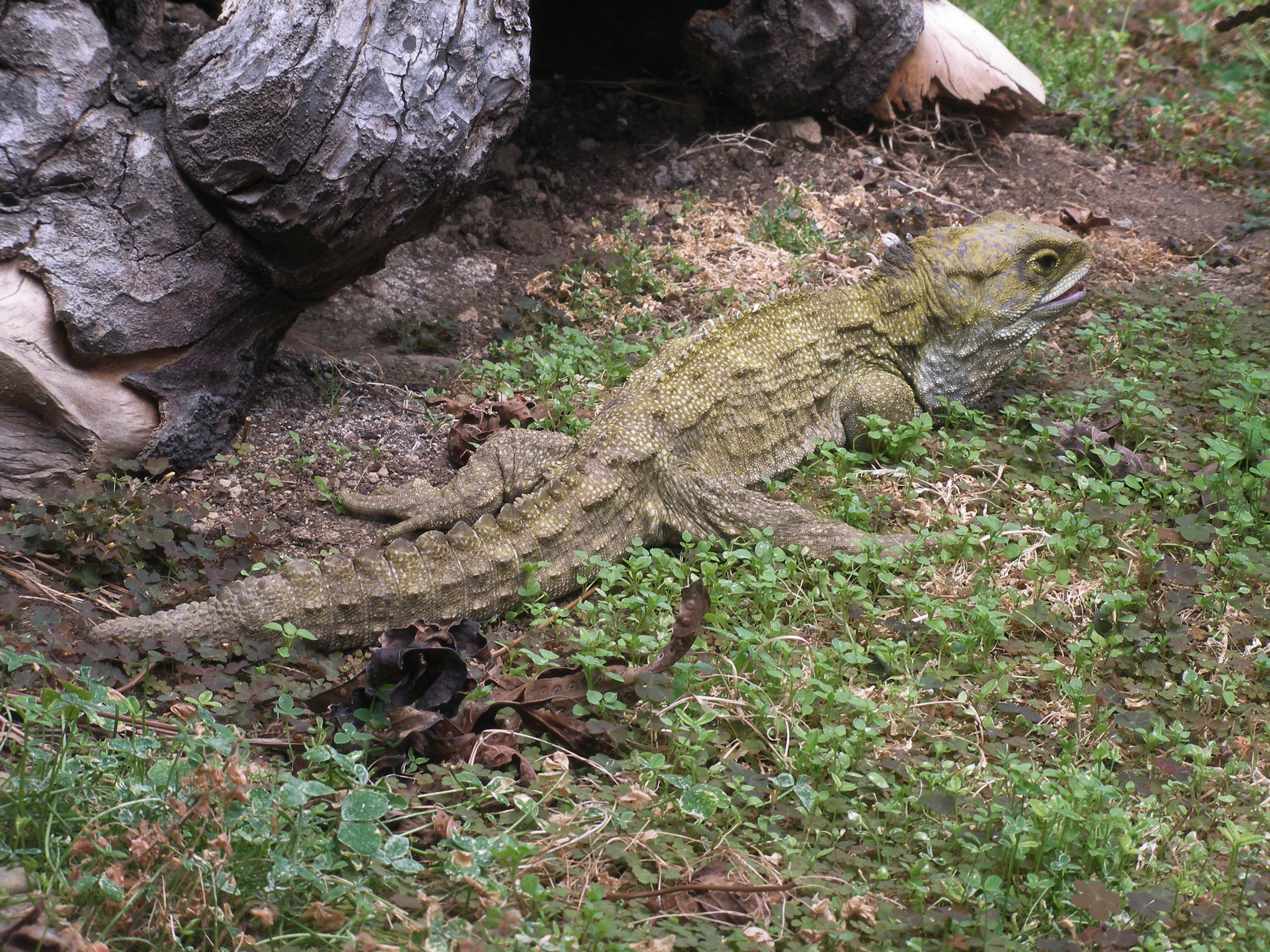
De brughagedis lijkt op een kruising tussen een leguaan en een krokodil.

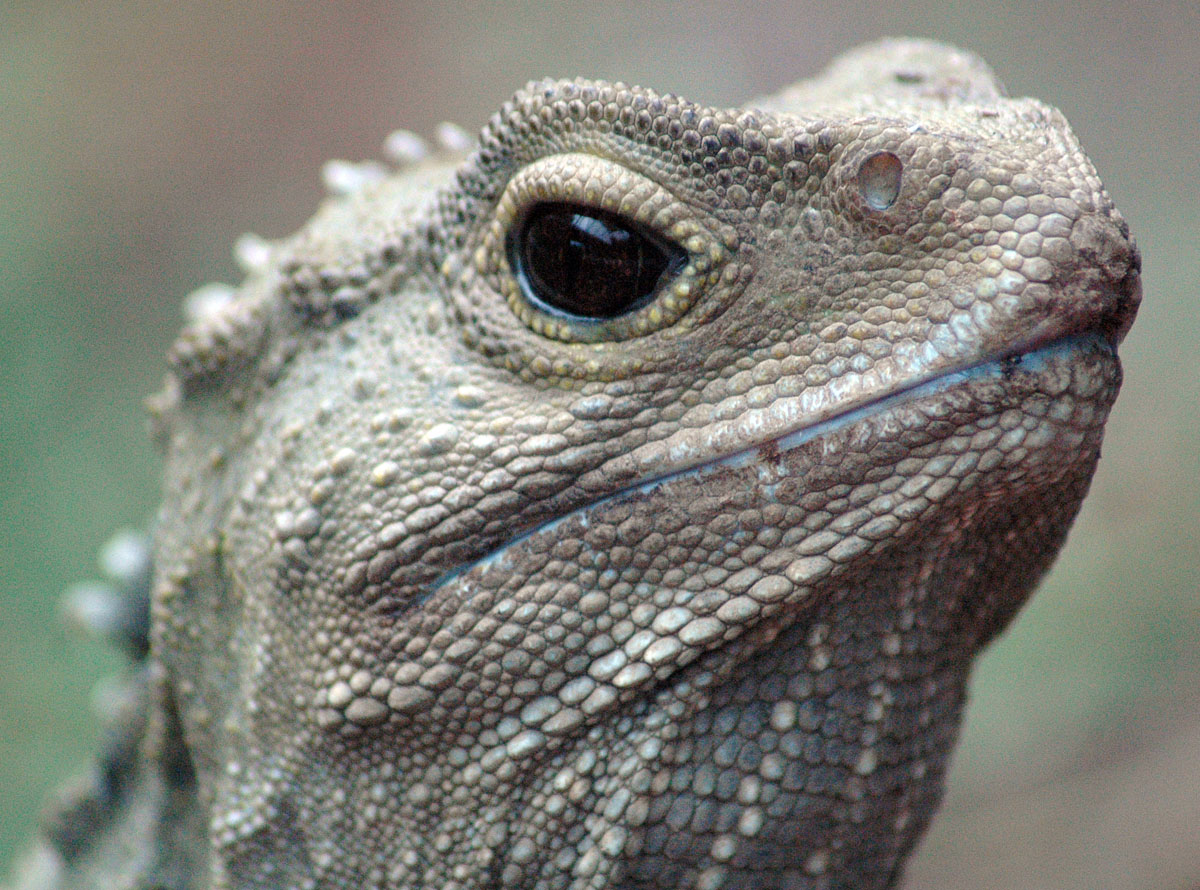
Close-up van de kop van een mannetje.

De brughagedis lijkt uiterlijk wel op een gedrongen hagedis, maar wijkt anatomisch sterk af van hagedissen en andere reptielen. Het hart is primitief en het skelet lijkt op dat van vogels en krokodilachtigen. De mannetjes hebben in tegenstelling tot vrijwel alle andere reptielenmannetjes geen penis. De hersenen zijn vergelijkbaar met die van amfibieën. De overeenkomsten met de hagedissen bestaan uit de vier gebogen poten, een relatief grote kop en een lange staart.
Van de achterzijde van de kop loopt een stekeltjeskam van huidflapjes, die over de rug en na een kleine onderbreking op de staartwortel doorloopt op de staart. Bij de vrouwtjes is deze kam onderontwikkeld, met slechts hier en daar zichtbare stekels. Aan de onderzijde van de flanken is een lichtere, dunne huidplooi aanwezig. Volwassen dieren zijn olijfgroen tot rozig grijs, met witte of grijze spikkels. De buik is lichter dan de rest van het lichaam en kan crèmewit zijn. Jonge dieren zijn bruin tot grijs en hebben een gestreepte keel en een gevlekte staart.
Door de grote stompe kop, het enigszins gedrongen lichaam, de stekelkam op de rug en staart en de relatief lange poten heeft de brughagedis morfologische kenmerken die doen denken aan leguanen maar het lichaam is plomper. De langwerpige en in rijen gerangschikte verdikkingen in de huid en de duidelijk gesegmenteerde en gestekelde staart hebben iets weg van een krokodil.
De lengte van de kleinere vrouwtjes is ongeveer 40 cm. Mannetjes worden groter tot ongeveer 60 cm, met uitschieters tot 80 cm. Ze worden zelden zwaarder dan een kilo. De brughagedis van North Brother Island blijft iets kleiner dan de brughagedis.

### Zintuigen
De ogen kunnen zich onafhankelijk van elkaar focussen en hebben twee typen lichtgevoelige cellen om zowel 's nachts als overdag goed te zien. De retina heeft een tapetum lucidum, een reflecterend laagje dat licht weerkaatst om 's nachts beter te kunnen zien. Dit laagje komt ook voor bij katachtigen, runderen en krokodilachtigen en doet de ogen oplichten bij belichting in het donker. Het oog heeft naast de normale oogleden een zogenaamd knipvlies, dit is een doorzichtig membraan dat over het oog wordt geschoven vanuit de ooghoek.
De brughagedis heeft een zogenaamd derde oog (pariëtaal oog) aan de bovenzijde van de kop. Dit is op zich niet uniek, veel reptielen en amfibieën bezitten een dergelijk orgaan, maar het is bij de brughagedis wel heel duidelijk te zien. Vooral bij de jonge exemplaren is het derde oog goed zichtbaar, doordat het bedekt is met een doorzichtige schub die naarmate het dier ouder wordt steeds dikker en minder transparant wordt. De functie is niet precies bekend. Het oog kan waarschijnlijk slechts grove lichtverschuivingen waarnemen zoals een aanstormende roofvogel maar kan geen beelden vormen. Biologen vermoeden dat het oog ook gebruikt wordt om het dag- en nachtritme te bepalen. Het oog heeft een lens en een retina met staafvormige structuren. Aan de bovenzijde van de schedel zit een klein gaatje waar de zenuw van het derde oog naar de pijnappelklier loopt. Dit deel van de hersenen regelt onder andere het dag- en nachtritme.
De gehoororganen zijn gedegenereerd: er is geen uitwendige gehooropening en geen trommelvlies aanwezig. De brughagedis reageert wel op geluiden tussen 100 tot 800 hertz, met een piek van 40 decibel op 200 Hz.

### Schedel en gebit

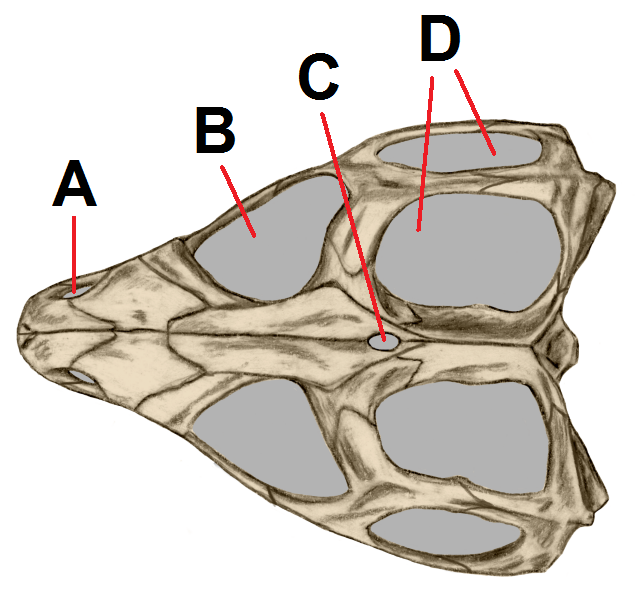
Bovenaanzicht van de schedel.

De schedel van de brughagedis, zie de afbeelding rechts, heeft net als alle reptielen een neusgat (A) en oogkassen (B). Een relict is het gaatje in de bovenzijde van de schedel (C) waardoor de zenuw loopt die het derde oog verbindt met de hersenen. De schedel wijkt daarnaast af van die van andere reptielen zoals hagedissen en slangen doordat achter iedere oogkas twee openingen of slaapvensters (D) aanwezig zijn. Deze twee vensters kwamen oorspronkelijk voor bij alle diapsiden, de groep van reptielachtigen en vogels, maar zijn bij veel groepen geheel of gedeeltelijk verdwenen. Uit bestudering van fossielen weten we dat bij de meeste groepen diapsiden de schedel in de loop van de evolutie is aangepast toen ze zich verder specialiseerden. Bij de brughagedis zijn echter alle oorspronkelijke kenmerken behouden. De openingen zijn erg groot zodat de verbindende schedeldelen relatief smal zijn en dienen als aanhechtingspunten voor de kaakspieren. Deze brugachtige verbindingen worden de slaapbogen genoemd en zijn in tegenstelling tot de situatie bij alle andere reptielen niet gedegenereerd maar volledig.
De brughagedis heeft geen echte tanden maar tandachtige uitsteeksels van het kaakbeen, wat acrodont wordt genoemd. De tanden worden niet steeds opnieuw vervangen, zoals bij slangen en krokodilachtigen. Hierdoor is aan de conditie van het gebit af te lezen hoe oud een exemplaar ongeveer is. De onderkaak heeft een enkele rij tanden, de bovenkaak heeft een dubbele rij en bij een gesloten bek passen de tanden van de onderkaak precies tussen die in de bovenkaak wat voor een schaarachtig mechanisme zorgt. Het vierkantsbeen is onbeweeglijk zodat de kaken zich maar beperkt kunnen openen. Dit in tegenstelling tot de hagedissen en met name de slangen, deze kunnen hun bek juist extreem ver opensperren zodat ze zeer grote prooien kunnen eten. Bij het kauwen maakt de brughagedis zowel op- en neergaande bewegingen als voor- en achterwaartse bewegingen. De voorzijde van de bovenkaak is snavelachtig omlaag gekromd, en lijkt daarmee op een vogelsnavel. Er is zelfs sprake van homologie, wat wil zeggen dat de vorm van de kaak er op wijst dat brughagedissen dezelfde voorouders hebben als de vogels.

### Skelet

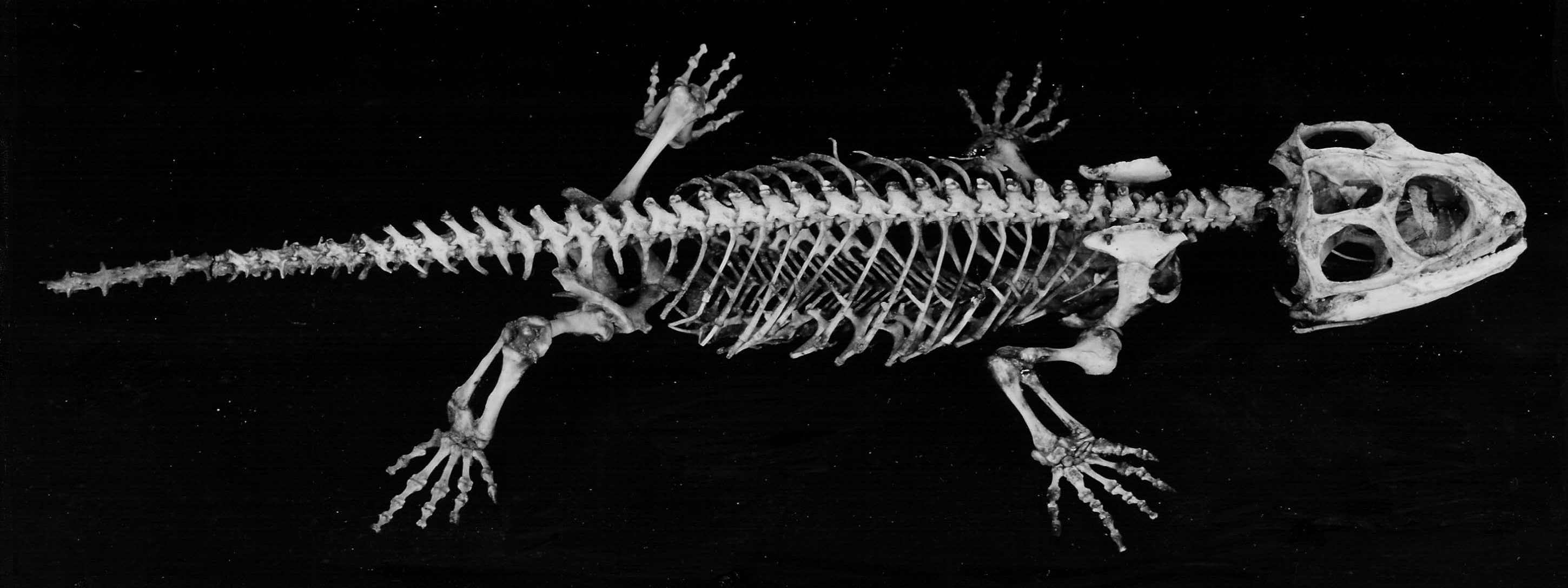
Het skelet van de brughagedis.

Het skelet van de brughagedis heeft enkele afwijkende kenmerken ten opzichte van hagedissen en is uniek binnen de reptielen. Het skelet vertoont gemeenschappelijke kenmerken met zowel dinosauriërs (schedel), vissen (wervelkolom), krokodilachtigen (bouw schouder- en bekkengordel) als vogels (schedel en ribben). De bouw van het bekken- en schoudergordel stelt het dier in staat om op de poten te gaan staan, net zoals krokodilachtigen kunnen. Meestal doet de brughagedis dat niet en kruipt deze net als hagedissen door de poten zijwaarts te houden en de buik over de grond te slepen. De ribben lopen net als bij krokodilachtigen door tot op de buik (gastralia) waar ze een plaatvormige structuur aannemen.

## Verspreiding en habitat

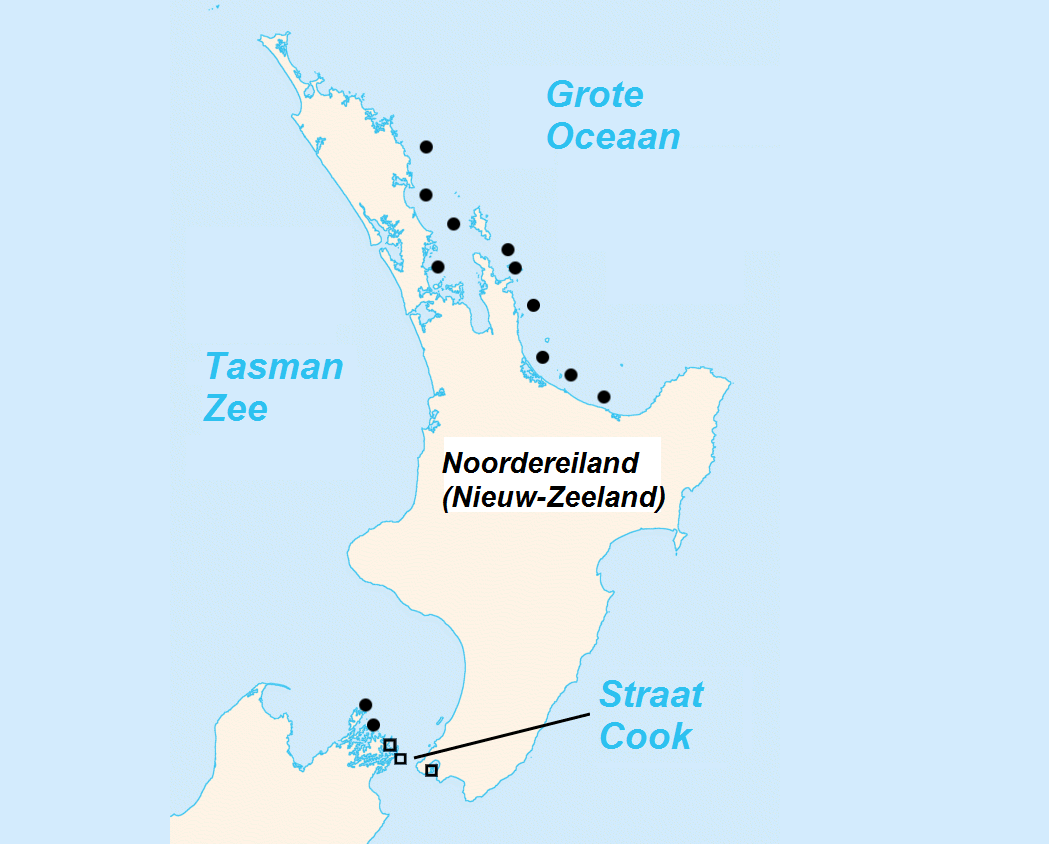
Verspreiding van de brughagedissen met vierkantjes voor de verspreiding van de brughagedis van North Brother Island en rondjes van de brughagedis (Sphenodon punctatus).

De brughagedis komt buiten Nieuw-Zeeland nergens voor. De twee bestaande soorten hebben ieder hun eigen verspreidingsgebied. Vroeger kwamen beide soorten voor in een veel groter gebied van Nieuw-Zeeland maar door de introductie van de Polynesische rat (Rattus exulans), die de eieren en jongere exemplaren opeet, zijn beide soorten in aantal gedecimeerd. Ook de Maori, de oorspronkelijke bewoners van de eilanden, die de brughagedis vingen en consumeerden, beïnvloedden het aantal en het verspreidingsgebied. Op dit moment zijn er naar schatting nog 55.000 exemplaren van de 'gewone' brughagedis, terwijl van de brughagedis van North Brother Island nog 400 exemplaren resten.
De brughagedis van North Brother Island komt van nature alleen voor op North Brother. In 1998 zijn 20 volwassen en 34 juveniele exemplaren uitgezet op Somes.
De gewone brughagedis (Sphenodon punctatus) heeft een veel grotere verspreiding en komt voor op Noordereiland en op de volgende eilanden of groepen van eilanden (aantal eilanden binnen een groep tussen haakjes): de Aldermeneilanden, Cuvier, de Hen and Chicken-eilanden (5), Karewa, Little Barriereiland, de Mercuryeilanden (4), Whale, Moutoki, Plate, de Poor Knights eilanden (5), Takapourwea, Titi en de Trioseilanden (3). Een bijzonderheid is dat in 1990 en 1991 op een aantal eilanden alle individuen in verzekering werden gesteld om zo de Polynesische rat te kunnen verdelgen. Op de eilanden konden zo vele rattenvallen worden uitgezet om de rat uit te roeien zonder de brughagedis in gevaar te brengen. Zie ook onder het kopje bescherming en behoud.
De eilanden van Nieuw-Zeeland hebben een rotsige ondergrond en veel kliffen, het is er permanent koel en vochtig en er heerst een sterke wind die een grote rol speelt in het klimaat van de eilanden. De luchtvochtigheid is ongeveer 80% en de temperatuur schommelt overdag tussen ongeveer 15–20 °C en komt zelden boven de 21 °C. 's Nachts duikt de temperatuur regelmatig naar rond het vriespunt. Het klimaat van Nieuw-Zeeland is niet ideaal voor reptielen, maar de brughagedis heeft zich aangepast aan dergelijke barre omstandigheden. Zie ook het kopje gedrag. Het is echter niet het enige reptiel dat op Nieuw-Zeeland leeft: ook 51 soorten hagedissen als skinken en gekko's en 3 soorten slangen hebben zich in Nieuw-Zeeland kunnen handhaven. Veel van deze soorten komen echter niet voor in het leefgebied van de brughagedis.

## Levenswijze

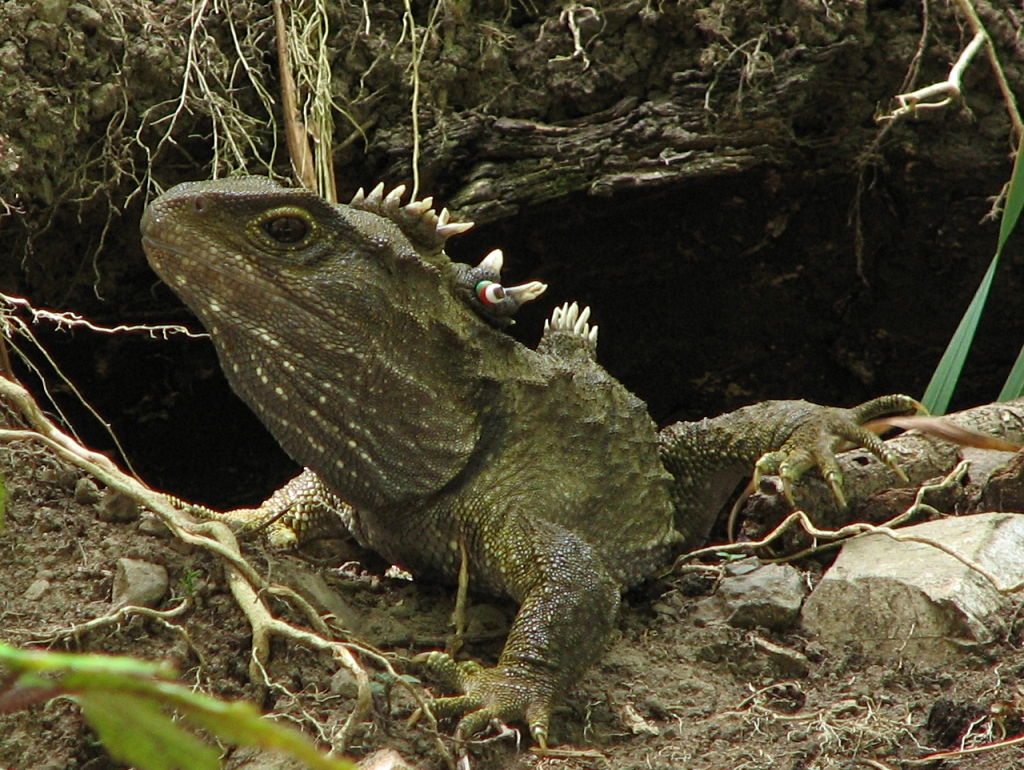
Brughagedissen spenderen veel tijd bij de ingang van het hol.

Een van de voor de brughagedis unieke kenmerken is de tolerantie voor zeer lage temperaturen. De ideale omgevingstemperatuur ligt rond de 16 tot 21 °C. De gemiddelde lichaamstemperatuur is lager dan die van de omgeving en varieert gedurende de dag van ongeveer 6 tot 13 graden. Tot een temperatuur van ongeveer 7 graden blijft de brughagedis actief en de ideale temperatuur ligt rond de 12 graden.
De lichaamstemperatuur van brughagedissen is ongeveer 20 graden. Als de temperatuur de 24 graden nadert, begint de brughagedis tekenen van ongemak te vertonen en bij een temperatuur van 28 graden of hoger sterft het dier aan oververhitting. In het natuurlijke leefgebied van de brughagedis bereikt de temperatuur zelden een waarde van meer dan 21 graden. De brughagedis is van alle reptielen de minst warmteminnende soort.
De brughagedis is een sloom dier dat wat betreft motoriek doet denken aan salamanders en niet aan reptielen. Ook de stofwisseling verloopt erg traag, waardoor het meer dan tien jaar duurt voordat de brughagedis volwassen is. Het dier kan meer dan 100 jaar oud worden. De brughagedis is 's nachts actief maar zont af en toe wel bij de uitgang van het hol om zijn lichaamstemperatuur te verhogen. De brughagedis is een typische bodembewoner.
Overdag schuilt de brughagedis in zelfgegraven holen die met de voorpoten worden uitgegraven en ook nesten van vogels worden gebruikt. De habitat van de brughagedis bestaat uit schrale, weinig begroeide gebieden in kuststreken. Hier nestelen ook bepaalde stormvogels, waaronder de kleine pijlstormvogel (Puffinus assimilis) en de duifprion (Pachyptila turtur). De brughagedis gebruikt de holen van de vogels soms als schuilplaats. In deze nesten schuilt de brughagedis en eet soms ook een ei of een jonge vogel op. Het verblijf in het nest heeft als voordeel dat de vogelmest (guano) allerlei ongewervelden aantrekt die dienen als voedsel. De brughagedis leeft solitair en verdedigt het hol tegen indringers. Bij aanraking bijt de brughagedis van zich af en laat bovendien niet snel los. Bij verstoring wordt een blaffend tot kwakend geluid geproduceerd.

## Voortplanting en ontwikkeling
Het meest opvallende aan de voortplanting en ontwikkeling van de brughagedis is de traagheid. Het duurt tussen de tien en twintig jaar voor een brughagedis volwassen is en zich kan voortplanten. De tijd tussen copulatie en het uitkomen van het jong duurt een tot drie jaar waardoor de brughagedis zich slechts om de drie jaar kan voortplanten. De paring vindt plaats in de zomer die in Nieuw-Zeeland duurt van januari tot maart. De mannetjes vechten soms om een vrouwtje, hierbij zuigen ze zich vol met lucht en zetten de rugkam op waardoor ze groter lijken. Ook kleuren ze donkerder om meer indruk te maken. Met de bek bijten de mannetjes elkaar en soms verliest een mannetje hierbij zijn staart. Net als hagedissen kent de brughagedis autotomie: de staart breekt makkelijk af bij een speciale, verzwakte staartwervel maar groeit na verloop van tijd ook weer aan. De gevechten kunnen fel zijn. Dit heeft waarschijnlijk te maken met het feit dat de mannetjes ieder jaar paringsbereid zijn maar de vrouwtjes om de drie tot vier jaar waardoor er een overschot is aan mannetjes.
Er is een soort paringsdans waarbij het mannetje met opgerichte poten in cirkels om het vrouwtje loopt en hierbij opvallende, schokkende bewegingen maakt. Ook wordt zijn kleur donkerder en zet hij zijn stekelkam op om te imponeren. Als het vrouwtje zich niet terugtrekt in haar hol, is ze bereid om te paren. Het mannetje heeft geen penis en moet zijn cloaca in direct contact brengen met de cloaca van het vrouwtje. Hiertoe tilt het mannetje haar staart op en maakt vervolgens contact met het vrouwtje waarna de copulatie plaatsvindt. Deze vorm van zaadoverdracht wordt wel een cloacale bevruchting genoemd, en komt ook voor bij de vogels. Het ontbreken van de penis is wel gezien als een aanwijzing dat dit orgaan zich bij verschillende groepen Amniota apart zou hebben geëvolueerd maar in 2016 meldde een studie dat het embryo van de brughagedis wel een aanleg voor de penis heeft en het niet uitgroeien daarvan bij het mannetje dus een latere evolutionaire ontwikkeling is. Dat maakt het waarschijnlijker dat alle penissen homoloog zijn.

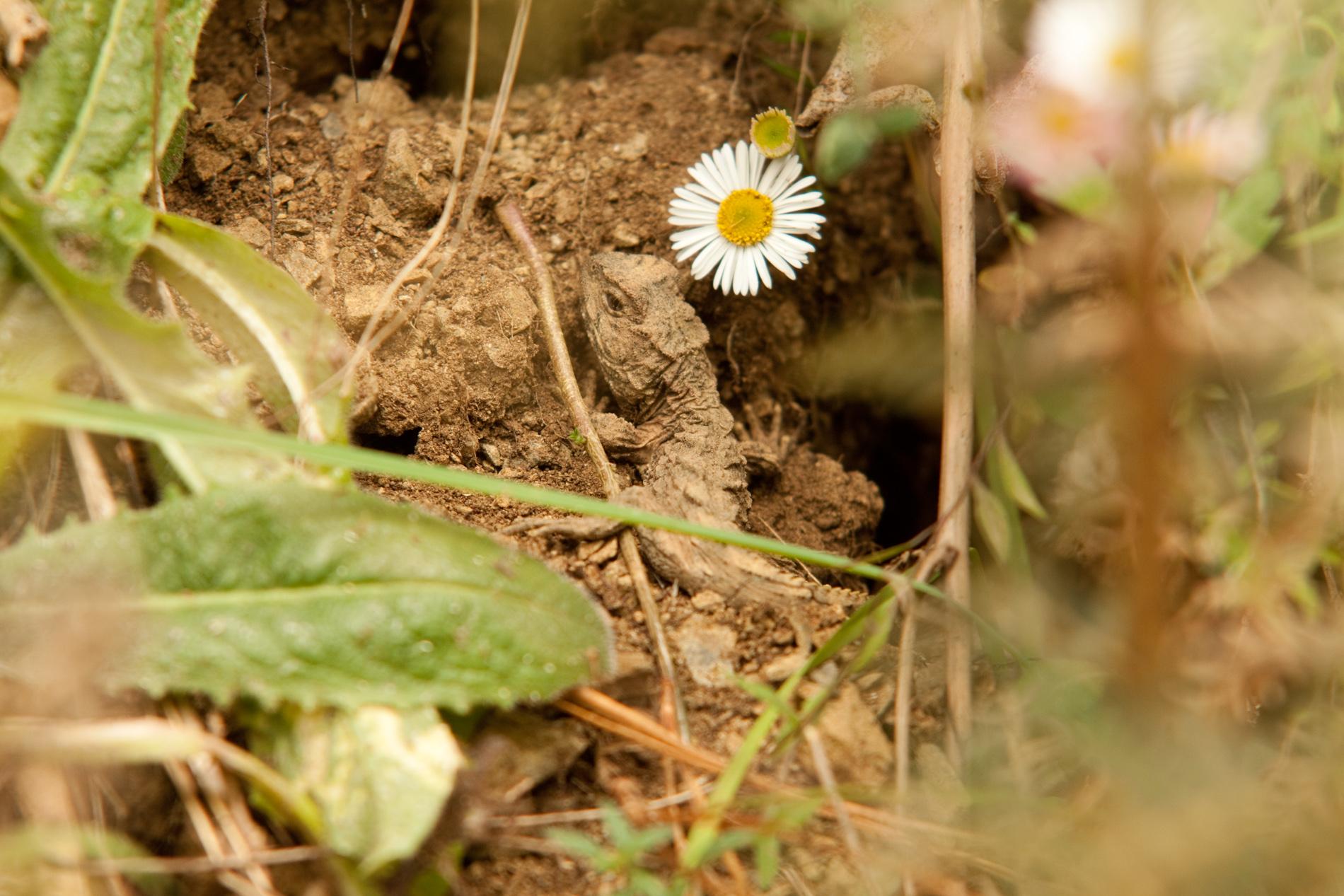
Een juveniele brughagedis in een reservaat.

De brughagedis is ovipaar, ofwel eierleggend. Er worden zo'n vijf tot achttien eitjes per keer afgezet. De eitjes hebben een zachte, perkamentachtige schaal, ze hebben een diameter van ongeveer drie centimeter en wegen ongeveer vier tot zes gram. De eitjes worden de volgende lente of zomer afgezet waarna een incubatietijd volgt van twaalf tot vijftien maanden. Op het moment dat de jongen uit hun ei kruipen, zijn ze dus al twee jaar eerder verwekt. De brughagedis heeft geen geslachtschromosomen; het geslacht van het embryo wordt al vroeg in de ontwikkeling bepaald en is afhankelijk van de omgevingstemperatuur. Dit wordt temperatuurafhankelijke geslachtsbepaling genoemd en komt ook voor bij veel schildpadden en alle krokodilachtigen. Wetenschappers van de Victoria Universiteit onderzochten de incubatietemperatuur en concludeerden dat bij een temperatuur van 22 °C 80% van de pasgeborenen mannelijk is, bij een temperatuur van 21 graden komen er evenveel mannetjes als vrouwtjes uit het ei en bij een temperatuur van 20 graden is 80% van de pasgeborenen vrouwelijk. Bij een nog lagere temperatuur van 18 graden zijn alle jongen van het vrouwelijke geslacht.
Zowel de eitjes als de onvolwassen dieren worden niet beschermd door hun ouders. De jongen moeten zelfs oppassen niet te worden opgegeten door grotere soortgenoten. De jonge dieren groeien zeer langzaam. Ze zijn vlak na hun geboorte zo'n tien centimeter lang en groeien enkele centimeters per tien jaar. De brughagedis kan voor een dier van zijn formaat zeer oud worden. Er zijn exemplaren bekend die meer dan 77 jaar in gevangenschap doorbrachten. Vermoed wordt dat een maximale leeftijd van meer dan 100 jaar kan worden bereikt. Een mannelijk exemplaar in de dierentuin van Wellington zou op een leeftijd van 111 jaar vader zijn geworden maar de leeftijd van het dier is niet geverifieerd.

## Voedsel en vijanden

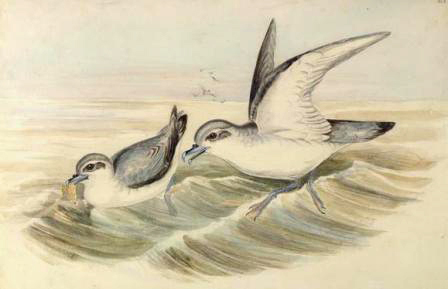
De brughagedis wordt soms aangetroffen in het nest van de duifprion.

De jonge dieren leven van kleine ongewervelden, de volwassen dieren eten insecten, krekels, wormen, slakken, eieren en hagedissen, waaronder de eigen jongen. De onvolwassen dieren zijn in tegenstelling tot volwassen dieren vaak overdag actief, zo ontwijken ze hun grotere, kannibalistische soortgenoten. Een van de prooien die op het menu staan is de weta, een grote en bijzondere krekelachtige die net als de brughagedis alleen op Nieuw-Zeeland voorkomt (endemie). De brughagedis foerageert niet actief maar kruipt uit zijn schuilplaats en wacht prooidieren op. Af en toe wordt een ei of een jong van een stormvogel gegeten, waarmee de brughagedis het hol deelt.
Omdat de tanden van de brughagedis op oudere leeftijd volledig zijn afgesleten, hebben dergelijke exemplaren geen functionele tanden meer. Voor veel roofdieren zoals tijgers is het verlies van tanden een doodsvonnis maar de brughagedis kan ook prima zonder tanden leven. Dergelijke exemplaren schakelen over op zachter voedsel, zoals wormen die met de kaakranden worden verkleind.
Een volwassen brughagedis heeft geen natuurlijke vijanden; in het leefgebied komen geen rovende zoogdieren of grote carnivore reptielen als slangen voor. De dieren die de brughagedissen bijna hebben uitgeroeid zijn door de mens meegebrachte soorten die zich vestigden op de verschillende eilanden en zich snel verspreiden. De voor de brughagedis gevaarlijkste dieren zijn varkens en ratten zoals de bruine rat (Rattus norvegicus) en de Polynesische rat (Rattus exulans). Deze dieren graven de eieren op en kunnen een heel nest verwoesten. Roofdieren als katten, fretten en honden jagen op de volwassen brughagedis. Deze is vanwege zijn slome motoriek volkomen weerloos tegen rovende zoogdieren. De regering van Nieuw-Zeeland heeft verschillende operaties uitgevoerd om met name de bruine rat op de verschillende eilanden uit te roeien, zie ook onder bescherming en behoud.
De brughagedis heeft daarnaast last van de teek Amblyomma sphenodonti, een parasiet die soortspecifiek is en alleen parasiteert op de brughagedis. De wetenschappelijke soortnaam sphenodonti verwijst duidelijk naar de brughagedis. Omdat de teek als gevolg hiervan een klein verspreidingsgebied heeft wordt de teek net als zijn gastheer beschouwd als een bedreigde diersoort.

## Bescherming en behoud

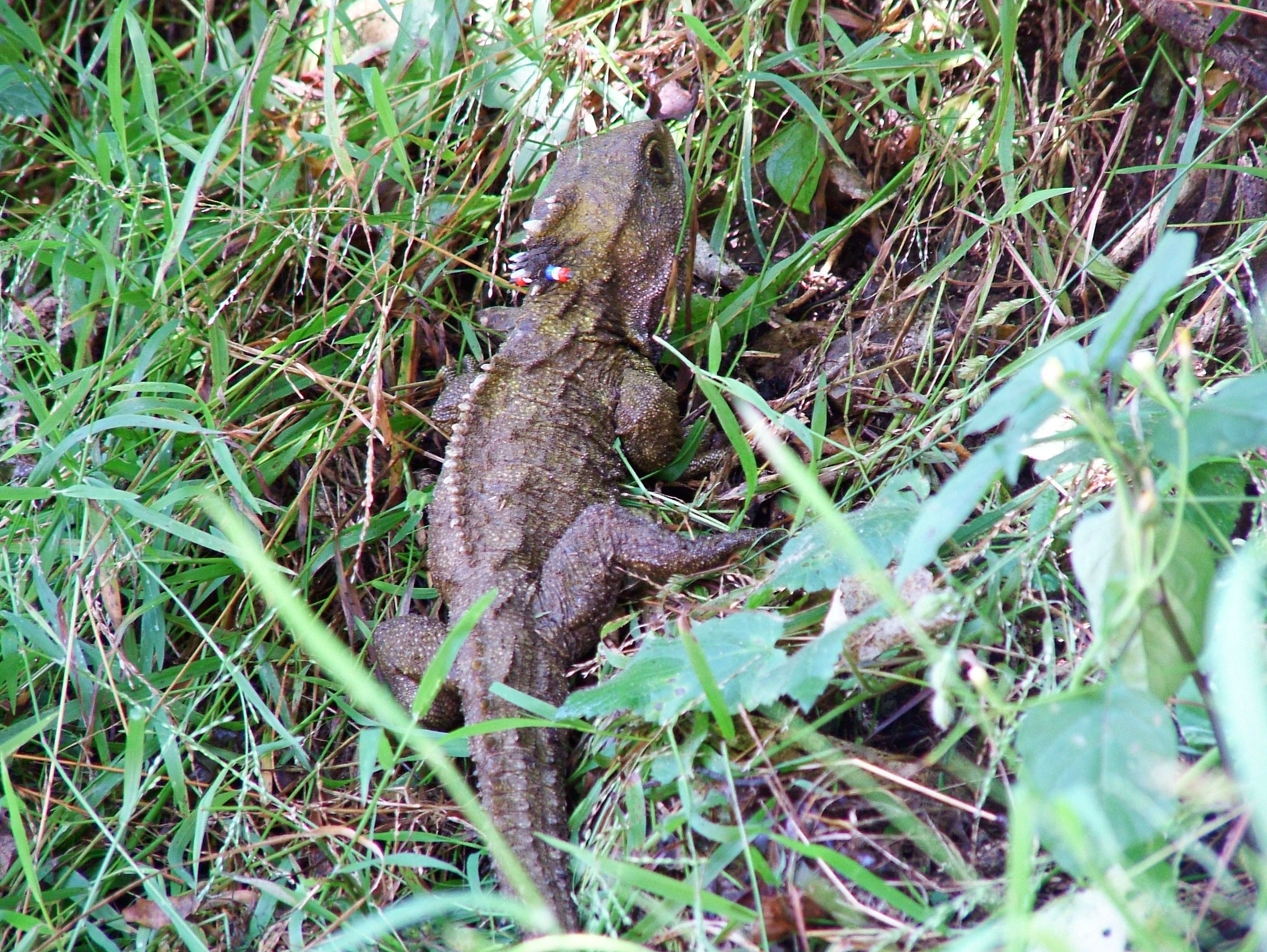
In sommige populaties worden dieren gemerkt om de status van de populaties te monitoren.

Bij de kolonisatie van Nieuw-Zeeland werd het land niet alleen bevolkt door de mens maar ook door hun huisdieren als honden en katten en door plaagdieren als ratten. Vroeger waren er drie soorten brughagedissen, maar de soort Sphenodon diversum overleefde de confrontatie niet en stierf uit in 1885. Begin jaren 70 was de achteruitgang bij de overgebleven soorten zo sterk, dat besloten werd tot drastische maatregelen: de ratten op enkele eilanden werden tot op het laatste exemplaar uitgeroeid. Dergelijke grootschalige operaties waren in die tijd nog ongebruikelijk, aangezien dierenbescherming en natuurbescherming nog in de kinderschoenen stonden. In 1988 werd door het New Zealand Department of Conservation een beschermingsprogramma opgezet. De populaties worden sinds die tijd nauwkeurig gevolgd en de eilandreservaten waar de reptielen leven zijn niet voor het publiek toegankelijk. De brughagedis wordt tegenwoordig streng beschermd, de status is vergelijkbaar met die van de komodovaraan (Varanus komodoensis).
De brughagedis werd geëvacueerd naar andere eilanden met als doel de soort voor uitsterven te behoeden omdat de ratten de eieren opgraven en opeten zodat de reptielen zich wel konden handhaven maar zich niet meer konden voortplanten. Ook werden op verschillende eilanden alle exemplaren weggevangen zodat ze zich in gevangenschap ongestoord konden voortplanten, afgeschermd van predatie van de eieren of de jongen. Een voorbeeld is Little Barier, waar in 1991 nog slechts acht dieren werden aangetroffen. De kweek in gevangenschap resulteerde uiteindelijk in de herintroductie van 24 jonge dieren die in een afgesloten gebied werden grootgebracht. Onderstaand een overzicht van de introducties op verschillende eilanden. De gegevens zijn afkomstig van de Reintroduction Specialist Group, Oceania Section.

### Introductiesbrughagedis(Sphenodon punctatus)

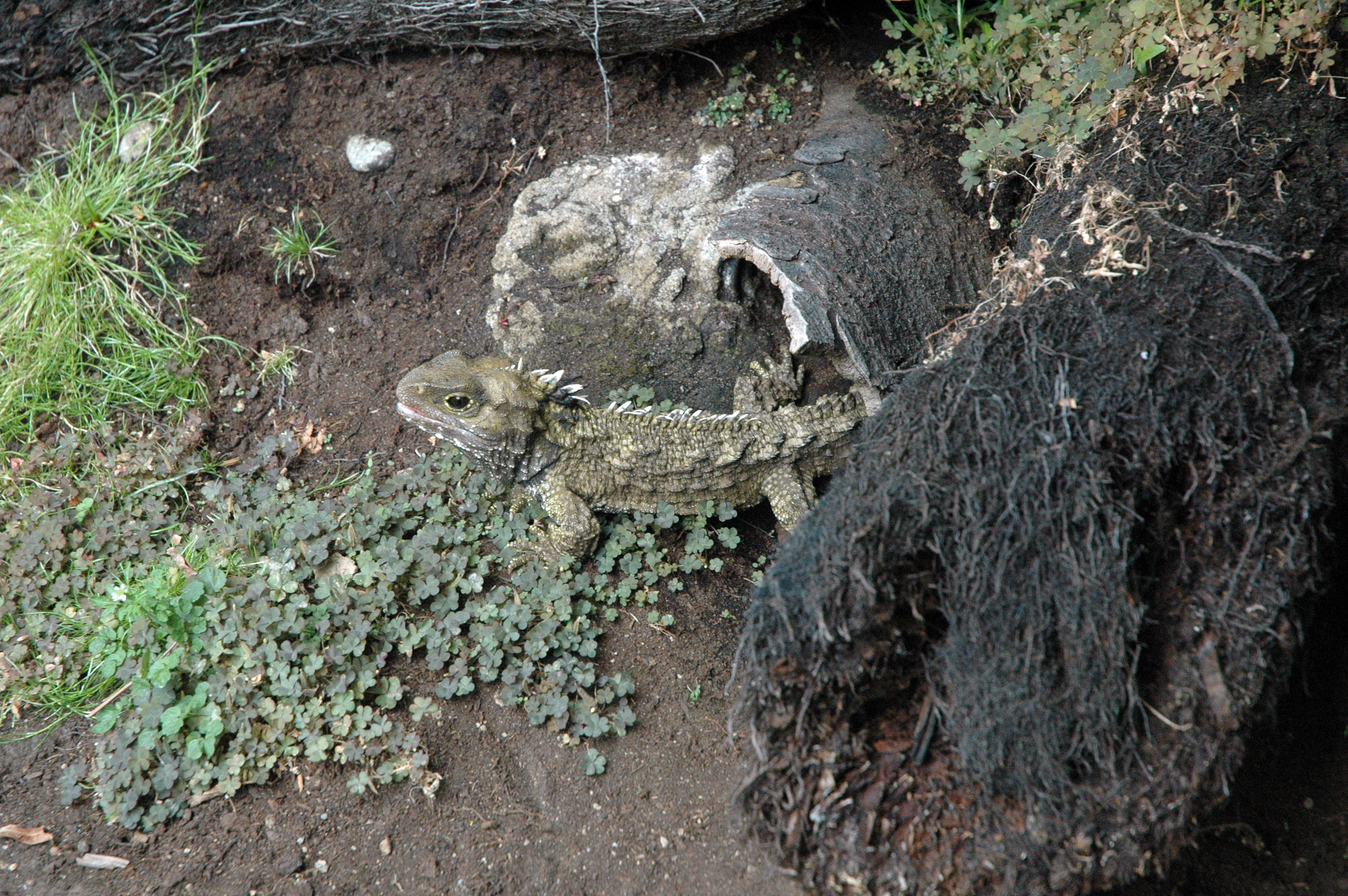
Een jong exemplaar in Invercargill, een stad in Nieuw-Zeeland.

- Whale: op dit 143 ha grote eiland werden 32 volwassen exemplaren uitgezet in 1996. Het was een herintroductie nadat alle ratten en konijnen waren uitgeroeid. De exemplaren waren afkomstig van Moutoki.
- Whakau (Mercuryeilanden): op dit eiland werden negen volwassen en twaalf jonge exemplaren uitgezet in 1996, later nog twee volwassen dieren in 1998. Het was een herintroductie na de uitroeiing van de populatie op Kiore. De volwassen exemplaren waren oorspronkelijk al afkomstig van Whakau en in gevangenschap waren de twaalf jonge dieren gekweekt.
- Tiritiri Matangi: op dit 220 ha grote eiland werden 60 volwassen exemplaren uitgezet in 2003. Het was een herintroductie, de exemplaren waren afkomstig van Middle (behorend tot de Mercuryeilanden).
- Whakaterepapanui: op dit eiland werden meer dan 300 jonge exemplaren uitgezet in 2004. De exemplaren waren opgekweekte eieren afkomstig van Stephens Island.
- Karori Wildlife Sanctuary: op dit 225 ha grote reservaat op het vasteland werden 70 exemplaren uitgezet in 2005. Het was een herintroductie, de exemplaren waren afkomstig van Stephens Island. De eerdere populaties op het hoofdeiland zijn uitgestorven in de 19e eeuw. Sommige exemplaren dragen zenders (zie afbeelding) om ze te kunnen monitoren.

### IntroductiesBrughagedis van North Brother Island
- Titi: op dit 32 ha grote eiland werden 68 exemplaren uitgezet in 1995. Het was een herintroductie, de exemplaren waren afkomstig van North Brother.
- Somes: op dit 25 ha grote eiland werden 20 volwassen en 34 gevangen en grootgebrachte juveniele exemplaren uitgezet in 1998. Het was een herintroductie, de exemplaren waren afkomstig van North Brother.

De geïsoleerde ligging van de eilandengroep, die zich ongeveer 80 miljoen jaar geleden van het oercontinent Gondwana heeft afgesplitst, verklaart waarschijnlijk het voortbestaan van de brughagedis. Roofdieren zijn er nooit in geslaagd de Tasmanzee over te steken. Op Nieuw-Zeeland komen overigens ook hagedissen voor, maar alleen soorten die behoren tot de skinken (geslachten Cyclodina en Oligosoma) en de gekko's (geslachten Hoplodactylus en Naultinus). Deze hagedissen blijven klein en van al deze geslachten zijn alleen de gekko's behorend tot Hoplodactylus nachtactief, net als de brughagedis, de rest leeft overdag.

## Evolutie

Een cladogram van de reptielen, de lengte van de lijnen is schematisch en verhoudt zich niet tot de werkelijke tijdlijn.
1 = Brughagedissen
2 = Hagedissen
3 = Slangen
4 = Krokodilachtigen
5 = Vogels

De brughagedis werd na zijn ontdekking in 1831 aanvankelijk tot de hagedissen gerekend. In 1867 beschreef Albert Günther, curator van het British Museum in Londen, een geconserveerd exemplaar. Hij concludeerde dat de brughagedis vanwege de afwijkende bouw van de schedel niet tot de hagedissen behoorde en classificeerde de brughagedis in de Rhynchocephalia, een groep reptielen met een vogelachtige bek; in 1925 gaf Samuel Wendell Williston postuum de brughagedissen en verwanten een eigen orde: de Sphenodontia. Deze landbewonende reptielen waren tot die tijd alleen bekend van fossielen waardoor de brughagedis vaak als levend fossiel wordt beschreven. Deze typering is in zoverre correct dat de huidige twee soorten de laatste vertegenwoordigers zijn van een veel grotere groep.
Ook wat de lichaamsbouw betreft, vertegenwoordigen de huidige soorten een tamelijk primitieve morfologie. De brughagedis lijkt waarschijnlijk sterk op zijn voorouders die zo'n 200 miljoen jaar geleden leefden in het late Trias. Veel andere groepen reptielen hebben soorten voortgebracht met een veel grotere verscheidenheid in vorm, die afwijkt van hun hagedisachtige voorouders, zoals de schildpadden, vogels en krokodilachtigen. De uitgestorven Sphenodontidae toonden echter een grotere variatie; de brughagedis heeft het als niet-gespecialiseerde soort wellicht wat langer volgehouden.
Uit het afgebeelde schema waarin de evolutionaire verwantschap staat aangegeven (een cladogram), blijkt dat de brughagedissen sterker verwant zijn aan de schubreptielen (hagedissen en slangen) dan aan de krokodilachtigen en de vogels. De Sphenodontia zijn, binnen de Lepidosauria, (de enige nog levende tak van de Lepidosauromorpha), een zustergroep van deze schubreptielen of Squamata. Brughagedissen stammen af van dezelfde voorouders als de hagedissen maar vormen ten opzichte van de hagedissen een vroege afsplitsing van de reptielen. Brughagedissen hebben daardoor enkele oorspronkelijke kenmerken in het skelet die bij de schubreptielen weer verdwenen zijn maar bij krokodillen en vogels ook nog voorkomen. Een gemeenschappelijk kenmerk daarentegen van de brughagedissen als groep en sommige groepen van hagedissen is het vertonen van autotomie, het vermogen om de staart af te werpen ter verdediging.
De brughagedissen hebben echter ook geheel eigen kenmerken ontwikkeld en in dat opzicht is de typering "levend fossiel" geheel ten onrechte. Men zou bijvoorbeeld verwachten dat de brughagedis gezien de langzame groei, stofwisseling en voortplanting zich heel langzaam heeft geëvolueerd maar uit onderzoek blijkt dat het DNA van de brughagedis een snellere moleculaire verandering heeft doorgemaakt dan bij enig ander gewerveld dier ooit is vastgesteld.
Uit onderzoek naar fossielen blijkt dat de Sphenodontidae vermoedelijk al bestonden in het vroege Trias, binnen de Sphenodontia als zustergroep van de Pleurosauridae, en een grote soortenrijkdom kenden tot het Jura. De vele uitgestorven soorten vertonen een brede verscheidenheid in uiterlijk en levenswijze, waarvan de herbivore en in het water levende Ankylosphenodon een voorbeeld is. De meeste Sphenodontidae verdwenen weer in het Krijt, maar we weten uit recente vondsten dat lokaal de vormenrijkdom bewaard bleef. Een voorbeeld is de ongeveer één meter lange Priosphenodon avelasi, waarvan fossielen werden gevonden in Patagonië in Zuid-Amerika. Van alle fossielen van viervoetigen waren in dat gebied de brughagedissen toen het best vertegenwoordigd.
In het Paleogeen moet het aantal soorten sterk zijn teruggelopen. De brughagedissen zouden overal ter wereld uitsterven, wellicht weggeconcurreerd door de hagedissen, behalve in Nieuw-Zeeland. De geïsoleerde ligging hiervan is waarschijnlijk de oorzaak. De ligging van Nieuw-Zeeland heeft wel meer dieren voortgebracht die een primitief voorkomen hebben ten opzichte van verwante soorten. Een voorbeeld zijn de kikkers uit het geslacht Leiopelma en de weta, een grote soort krekel die niet kan vliegen.

Uitgestorven brughagedissen
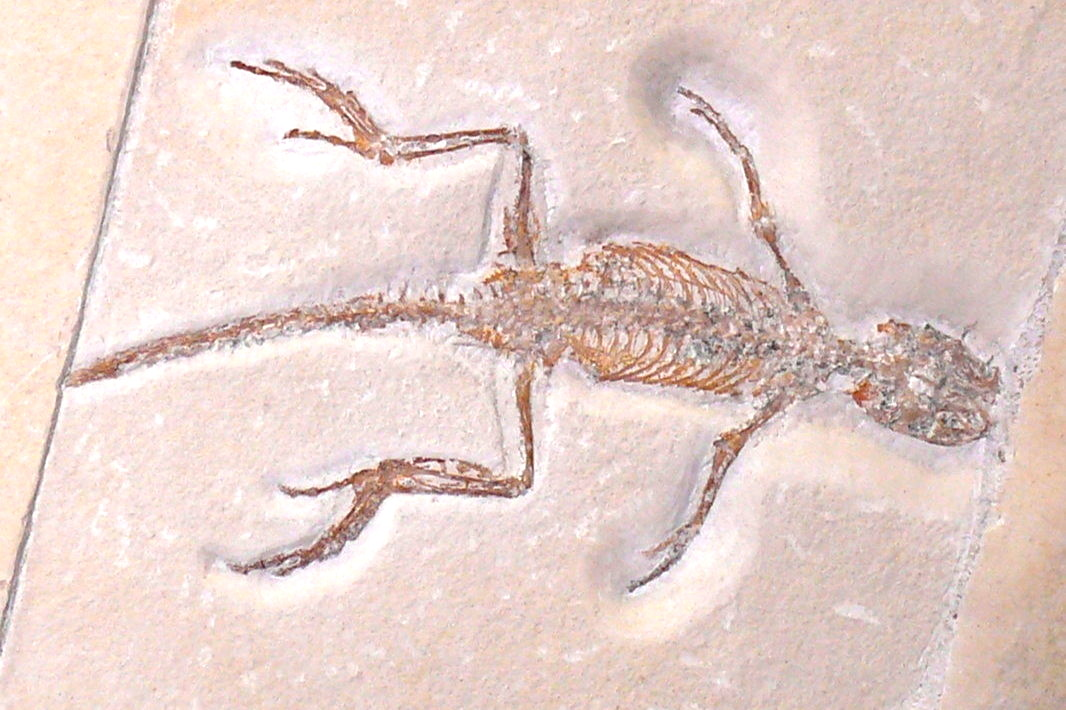
Homoeosaurus maximiliani uit de late Jura
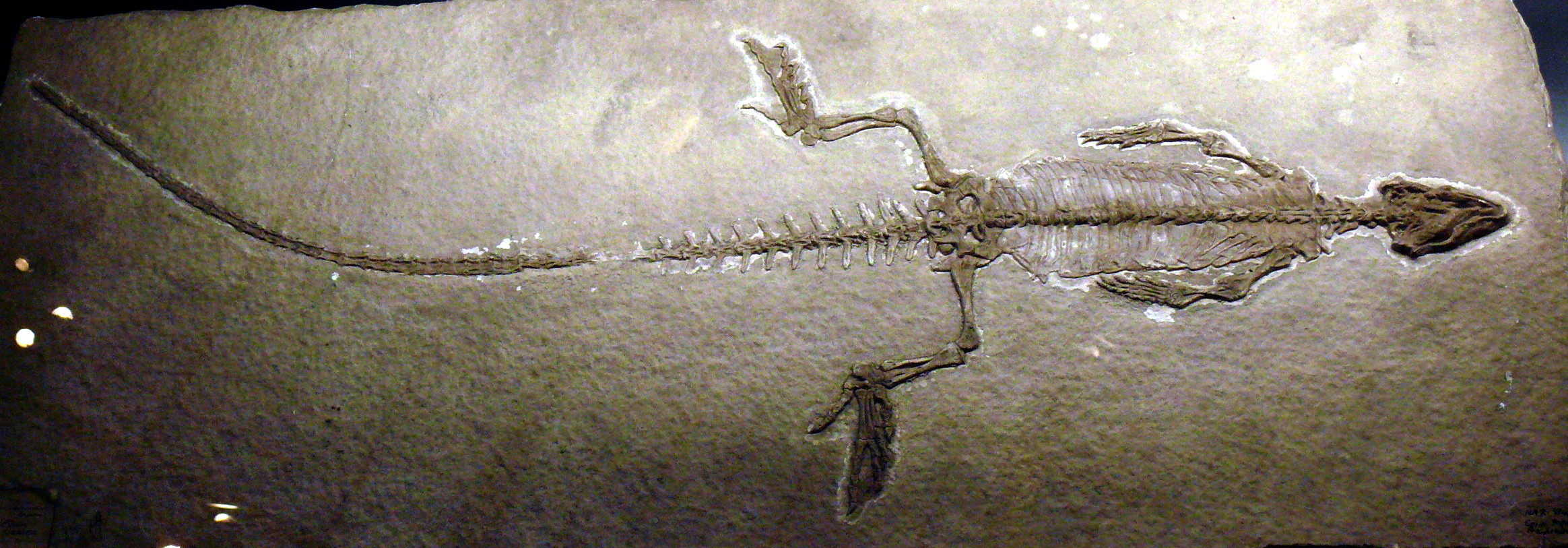
Pleurosaurus goldfußi werd ongeveer 60 cm lang en leefde in het Krijt
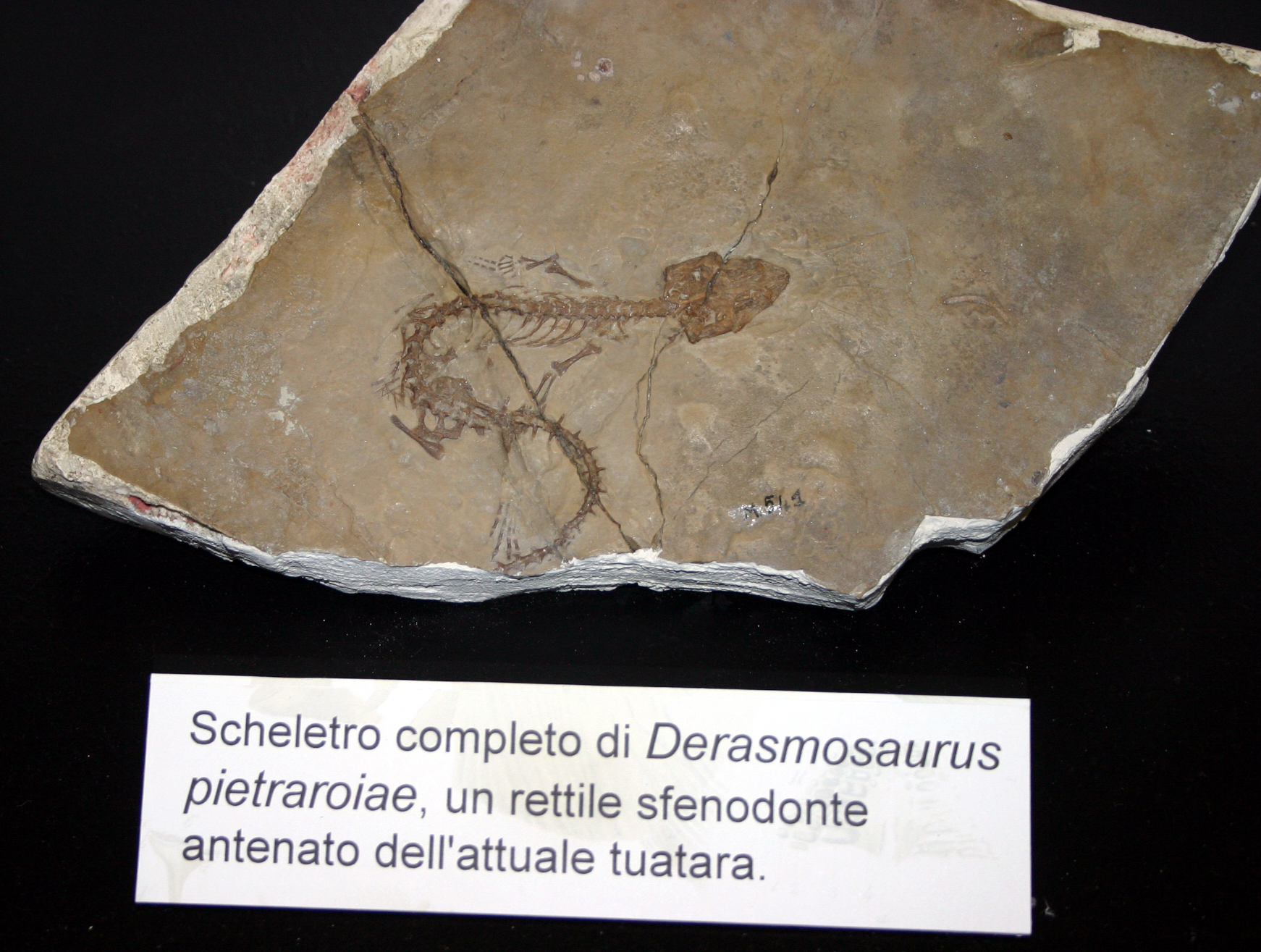
Een compleet skelet van Derasmosaurus
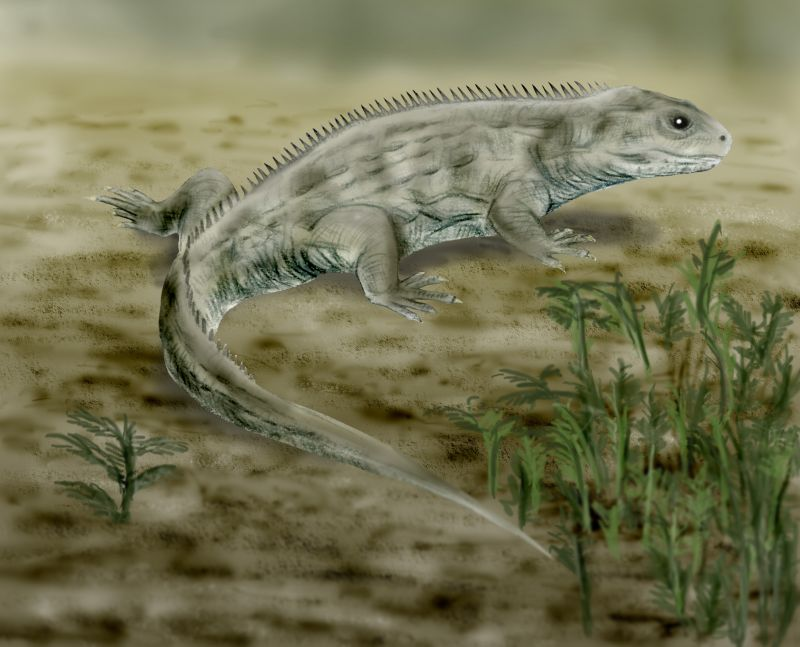
Artist impression Brachyrhinodon

## Taxonomie
De soort werd in 1842 door Gray beschreven als Hatteria punctata en de wetenschappelijke naam werd vroeger wel als Sphenodon punctatum geschreven. Er zijn verschillende triviale namen in omloop, afhankelijk van de gebruikte wetenschappelijke indeling. Sommige wetenschappers verdelen de soort in twee ondersoorten: de (Engels:) 'noordelijke brughagedis' Sphenodon punctatus punctatus en de naamloze ondersoort Sphenodon punctatus spp, die in de Engelse taal met Cook Strait Tuatara wordt aangeduid. Andere wetenschappers erkennen de ondersoorten echter niet.
De brughagedis (Sphenodon punctatus) is tegenwoordig de enige vertegenwoordiger uit het monotypische geslacht Sphenodon maar lange tijd werd er een tweede soort erkend. De brughagedis van North Brother Island was al sinds 1877 bekend maar werd pas in 1989 door Buller beschreven.
De brughagedis van North Brother Island heeft een populatiegrootte van ongeveer 400 exemplaren. Dit is een relatief klein deel van het totaal van de totale wildpopulatie van 55.000 individuen.
Omdat de soorten qua uiterlijk en levenswijze niet tot nauwelijks verschillen, werd voor het gemak vaak gedaan alsof deze groep uit een enkele soort bestond. Er zijn echter genetisch significante verschillen. Deze populatie, werd hierdoor lange tijd beschouwd als een aparte soort, maar dit is in 2010 herzien.

## Afbeeldingen

Tekeningen
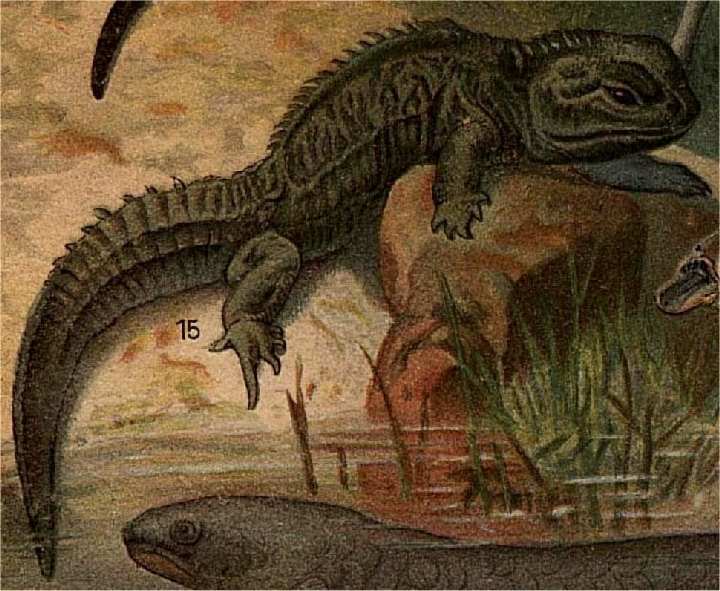
Afbeelding uit Nordisk familjebok 1876-1879
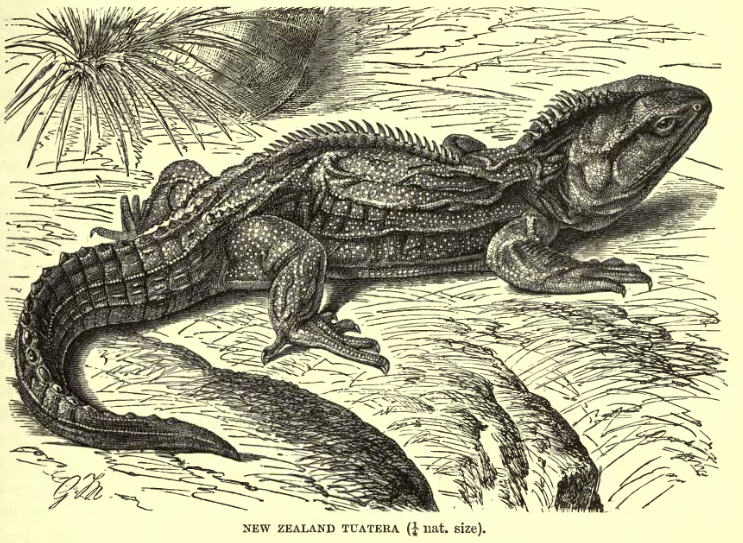
Afbeelding uit 1896, R A Lydekker - The Royal Natural History
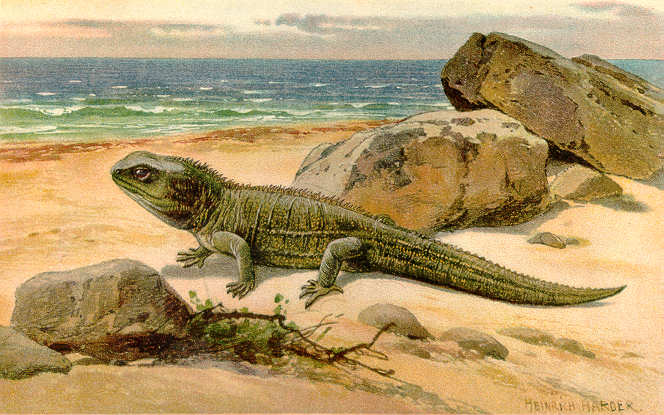
Afbeelding uit 1916, Heinrich Harder (1858-1935)
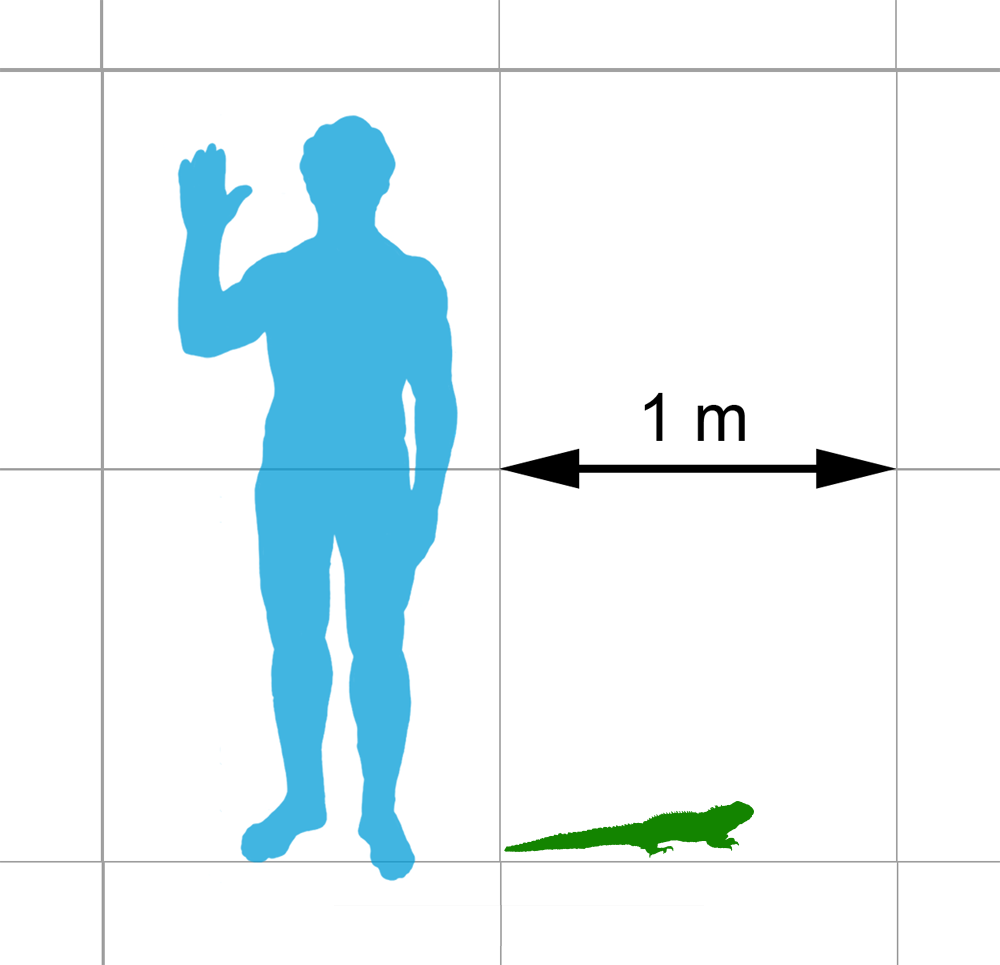
Een vergelijking met een mens

Foto's
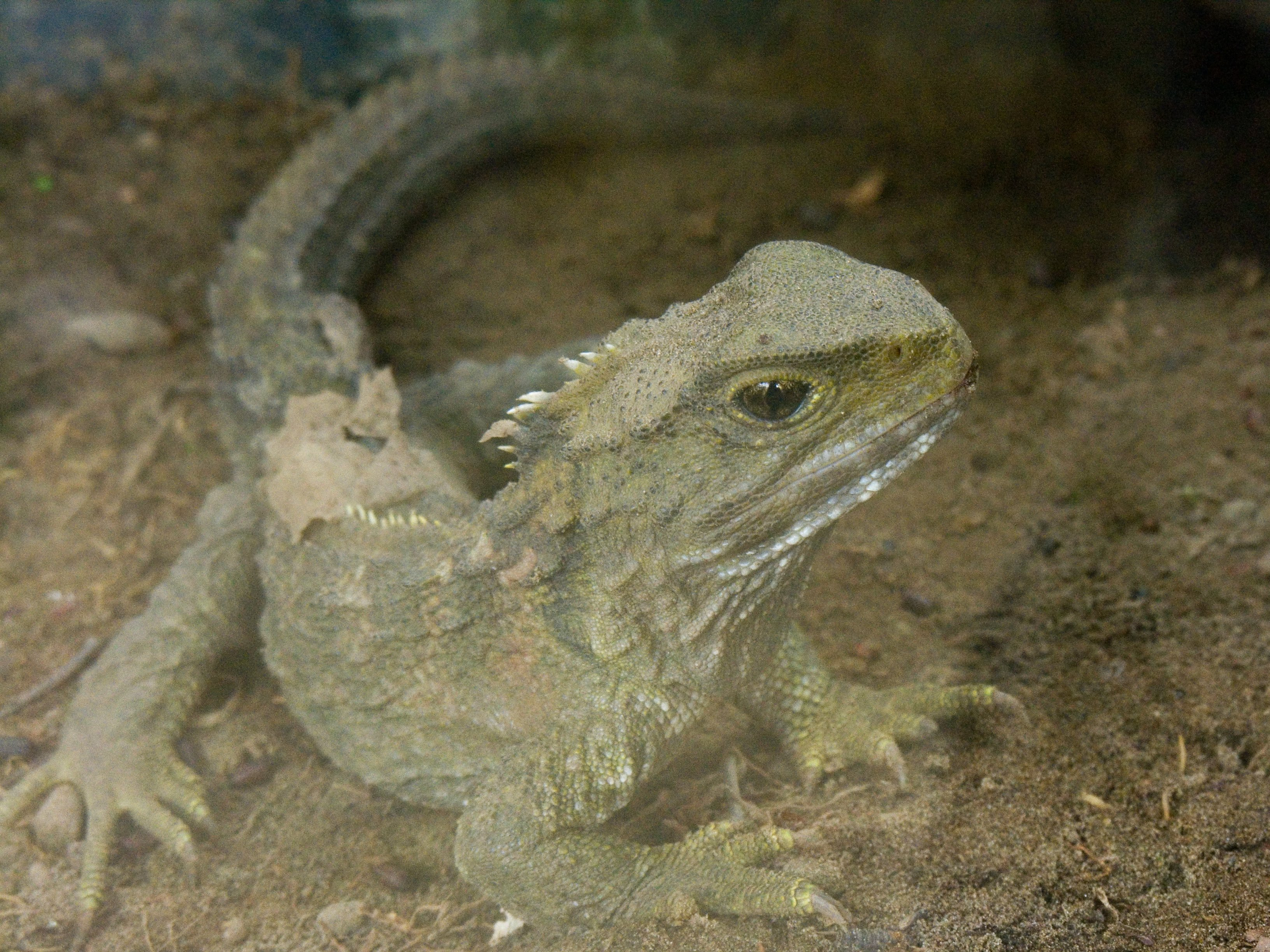
In een dierentuin
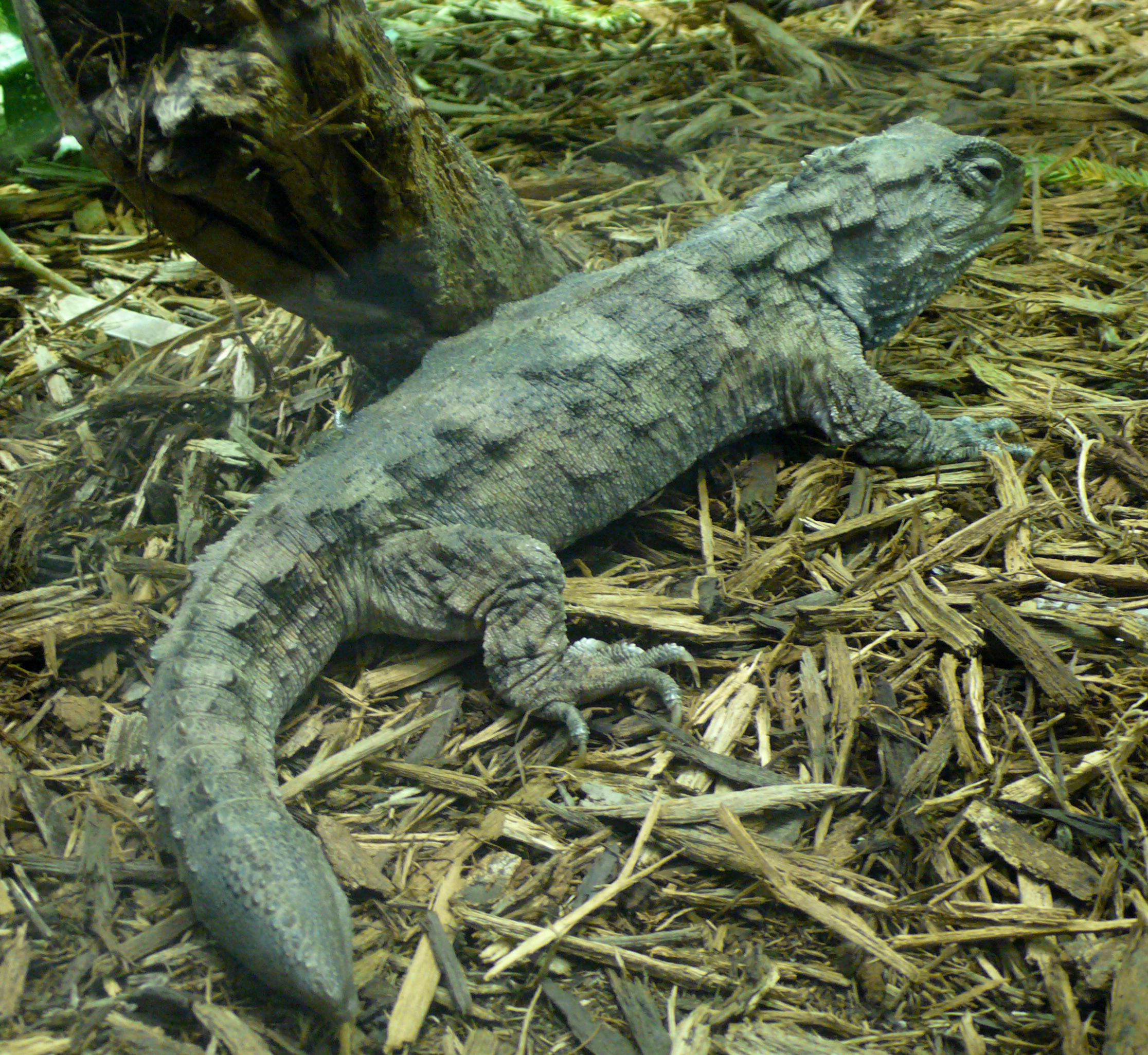
In een dierentuin
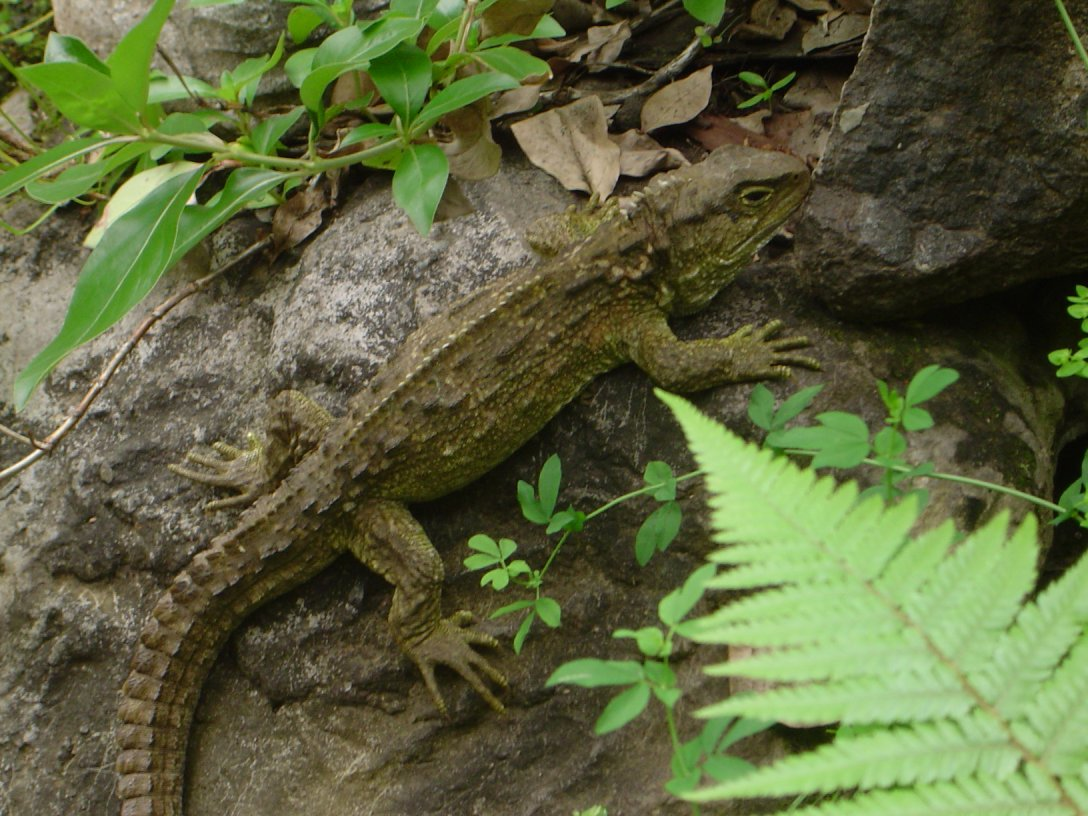
In de natuurlijke habitat
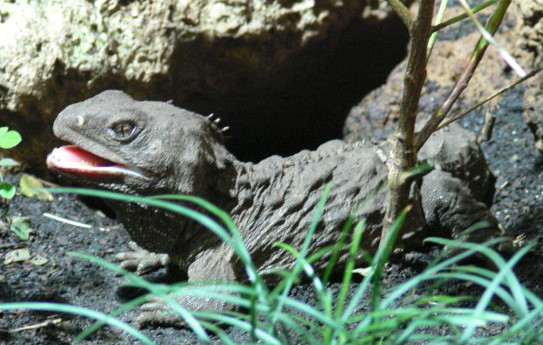
In de natuurlijke habitat